# کلاه‌قرمزی ۹۷
کلاه‌قرمزی ۹۷ هفتمین مجموعه از سری برنامه‌های طنز کلاه قرمزی است که ویژهٔ ایام نوروز و اعیاد سال ۱۳۹۷ ساخته شده‌است.
پخش این مجموعه از ۱ فروردین ساعت ۲۰ در شبکه دوم سیما آغاز شد.
۱۴ قسمت از این سریال در نوروز ۱۳۹۷ پخش شد و ۱۱ قسمت از آن در اعیاد مختلف سال ۱۳۹۷ پخش گردید. 
مجموعهٔ تلویزیونی «کلاه‌قرمزی» به کارگردانی ایرج طهماسب بیش از ۲۰ سال است به مناسبت‌های مختلف از رسانهٔ ملی پخش می‌شود؛ نویسندگان ایرج طهماسب و حمید جبلی و مجری طرح و مدیر تولید این مجموعه سید علی قائم مقامی است. تهیه‌کنندگی آن را حمید مدرسی برعهده دارد.
این سری از کلاه قرمزی آخرین سری ساخته شده توسط ایرج طهماسب برای تلویزیون است.

## شخصیت‌ها
| شخصیت        | تصویر |
| ------------ | ----- |
| کلاه قرمزی   |       |
| آقای مجری    |       |
| پسرخاله      |       |
| فامیل دور    |       |
| آقای همساده  |       |
| پسر عمه‌زا    |       |
| خونه بغلی    |       |
| جیگر         |       |
| دختر همساده  |       |
| عزیزم ببخشید |       |
| گابی         |       |
| گیگیلی       |       |
| ببعی         |       |
| پیشی جان     |       |
| موشی جان     |       |
| کمک          |       |
| دوره         |       |
| داداش گلم    |       |